# مقاطعة هايوود (تينيسي)
مقاطعة هايوود (بالإنجليزية: Haywood County, Tennessee)‏ هي إحدى مقاطعات ولاية تينيسي في الولايات المتحدة. ، وتبلغ مساحتها 1383 كم2، بلغ عدد سكانها 18787 نسمة في عام 2010 حسب إحصاء مكتب تعداد الولايات المتحدة وتصل الكثافة السكانية فيها 14 نسمة/كم2.

## أعلام
- ألفرد الكسندر فريمان
- أليكس هارفي